# バービーのフェアリー・プリンセス
『バービーのフェアリー・プリンセス』（原題：Barbie: Mariposa & the Fairy Princess）は、カナダのCGアニメーション・スタジオであるレインメーカー・エンターテインメントが制作されたバービーシリーズのコンピュータアニメーション長編ファンタジー映画作品。2013年8月27日にアメリカ合衆国のユニバーサル・ピクチャーズ・ホームエンターテイメントから映像ソフトが発売されている。2008年に発売された『Barbie: Mariposa』（日本未放映）の続編である。
日本では2015年3月21日・3月27日にカートゥーン ネットワークで日本語吹き替え版が放送された。2015年の四部作の1作目となる日本初放送。

## あらすじ
バービーは蝶々の妖精の国・フラッターフィールドの歴史研究家マリポーサを演じていた。
フラッターフィールドはマリポーサを大使として、長い間に敵対しているクリスタルの妖精の国・シマーヴェイルと平和を築くために派遣されていた。マリポーサはシマーヴェイルの妖精に会い、何年も前から飛んでいない妖精の王女カターニアとすぐに仲良くなった。一方、シマーヴェイルのクリスタライトを贈与されなかったことに怒った魔女グウィリオンがシマーヴェイルに報復しようとする。

## 声の出演
| 役名           | 俳優                         | 日本語吹替     |
| -------------- | ---------------------------- | -------------- |
| マリポーサ     | ケリー・シェリダン           | 坂本真綾       |
| カターニア王女 | マリカ・ヘンドリクス         | 野上綾花       |
| ウィラ         | タバサ・セント・ジェルマン   |                |
| グウィリオン   | キャサリン・バー             |                |
| タレイラ       | マリー・デヴァルー           | あんどうさくら |
| カルロス王子   | アレッサンドロ・ジュリアーニ | 海老名翔太     |
| マラベラ女王   | ジェーン・バー               | 堀江真理子     |
| ガストラス卿   | アリスター・エイベル         | 野口雄介       |
| レゲリウス国王 | ラッセル・ロバーツ           |                |
| ボリス         | サム・ビンセント             |                |